# Papil·la renal
La papil·la renal és el lloc de la piràmide per on es buida l'orina, al calze menor; s'hi obren de 10 a 25 conductes papil·lars, formant l'àrea cribrosa.